# Wincenty Gortat
Wincenty Gortat (ur. 22 stycznia 1899 w Górze Bałdrzychowskiej, zm. 21 października 1987 w Manville w USA) – działacz ruchu ludowego, społecznego i samorządowego, polityk, poseł na Sejm w II RP.

## Życiorys
Był synem Stanisława (rolnika) i Balbiny z Krzemińskich. Ukończył szkołę ludową i Uniwersytet Ludowy w Szycach pod Krakowem (studiował w okresie 1924–1925). Od 1917 roku współpracował z POW. W latach 1919–1922 służył w 3. Dywizji Piechoty Legionów.
Po wojnie działał w Centralnym Związku Młodzieży Wiejskiej a w latach 1928–1929 i 1931–1933 był członkiem Zarządu Głównego Związku Młodzieży Wiejskiej RP Wici (w okresie 1928–1935 sprawował funkcję członka zarządu w Łodzi). W latach 1929–1931 był członkiem Zarządu Głównego PSL „Wyzwolenie”. Po zjednoczeniu ruchu ludowego został wybrany w kadencji 1931–1935 członkiem Rady Naczelnej SL, wystąpił ze Stronnictwa łamiąc uchwałę SL o bojkocie wyborów w 1935 roku. 
Od 1930 roku pracował jako inspektor przysposobienia rolniczego w województwie łódzkim. Pracował również jako prelegent działu rolniczego Polskiego Radia. W połowie lat 30. był dyrektorem państwowej szkoły handlowej w Zgierzu. Sprawował również wiele funkcji społecznych i samorządowych: był radnym gminy Poddębice, radnym Zgierza i przewodniczącym rady miejskiej w Zgierzu, członkiem Sejmiku i Wydziału Powiatowego w Łęczycy oraz Sejmiku Powiatowego Łódzkiego i członkiem Rady Izby Rolniczej w Łodzi. Był też członkiem Zarządu Głównego Związku Zawodowego Rolników, prezesem kółka rolniczego, spółdzielni mleczarskiej i komitetu budowy Domu Ludowego w Górze Bałdrzychowskiej.
W wyborach do Sejmu w 1930 roku kandydował z listy państwowej nr 17, jednak nie wszedł do Sejmu. W czasie wyborów w 1935 roku został wybrany 25 412 głosami z listy państwowej w okręgu nr 18 obejmującym powiaty: łódzki i łęczycki. W IV kadencji należał do Parlamentarnej Grupy Łódzkiej, w której był sekretarzem. Pracował w komisjach: pracy i rolnej (w sesji 1935–1936).
Podczas II wojny światowej, 8 kwietnia 1940 roku został aresztowany przez Niemców i wywieziony do obozu koncentracyjnego Dachau, skąd 3 września 1940 roku przewieziono go do Sachsenhausen. Po wojnie pozostał na uchodźstwie. Początkowo prowadził kursy rolnicze i szkolenie zawodowe dla Polaków w Niemczech Zachodnich, a od 1950 roku mieszkał w Stanach Zjednoczonych. Od 1968 roku był członkiem Instytutu Józefa Piłsudskiego w Nowym Jorku.
W okresie międzywojennym był autorem monografii Góra Bałdrzychowska i Byczyna. Opis porównawczy wsi na gruntach scalonych i wsi mającej szachownicę (Warszawa 1928). Po wojnie, na emigracji wydał monografię Wieś Góra i wspomnienia z obozów w Dachau i Sachsenhausen pt. Zakładnicy z pierwszego miliona.

## Ordery i odznaczenia
- Krzyż Kawalerski Orderu Odrodzenia Polski (27 listopada 1929)[5]
- Brązowy Krzyż Zasługi (15 kwietnia 1929)[6]